# BGRUND
BGRUND („Benutzung und Bearbeitung der Grundrissdatei“) ist die Realisierung der Automatisierten Liegenschaftskarte in Baden-Württemberg. Das Verfahren wurde als Vorstufe zur Bundeslösung der ALK konzipiert und verfügt über ein eigenes Datenformat. Die Datenhaltung erfolgt in ISAM-Dateien auf einem Großrechner unter dem Betriebssystem BS2000.